# St. Pirminius (Eppenbrunn)
Die katholische Kirche St. Pirminius ist ein Bauwerk in Eppenbrunn. Die frühere Pfarrkirche steht unter Denkmalschutz.

## Lage
Die Kirche bindet sich innerhalb der örtlichen Weiherstraße, die mit der Landesstraße 478 identisch ist, und trägt die Hausnummer 3. An ihr führen unter anderem die Rheinland-Pfalz-Radroute, der Hornbach-Fleckenstein-Radweg, der mit einem weißen Kreuz markierte Fernwanderweg Nahegau-Wasgau-Vogesen und ein Wanderweg, der mit einem grün-blauen Balken gekennzeichnet ist, vorbei.

## Geschichte
Die Kirche steht unter dem Patrozinium des Pirminius. Beim Bauwerk handelt es sich um einen sechsachsigen Quadersaal aus Rotsandstein. Seine westlichen Achsen sind mit der Jahreszahl 1847 bezeichnet, seine östlichen Achsen sowie der Chor mit den Jahren 1932 und 1933.
Bis Ende 2015 fungierte sie als Pfarrkirche. Seit 2016 bildet sie eine Filiale der in Trulben ansässigen Pfarrei Hl. Wendelinus.